# Vila Flores
Vila Flores – miasto w południowej Brazylii, w stanie Rio Grande do Sul, leżące w regionie Serra Gaúcha. W 2008 roku liczba mieszkańców wynosiła 3305. Zajmuje powierzchnię 107,82 km². 

## Historia
Miasto otrzymało prawa miejskie 12 maja 1989 roku. 

## Turystyka

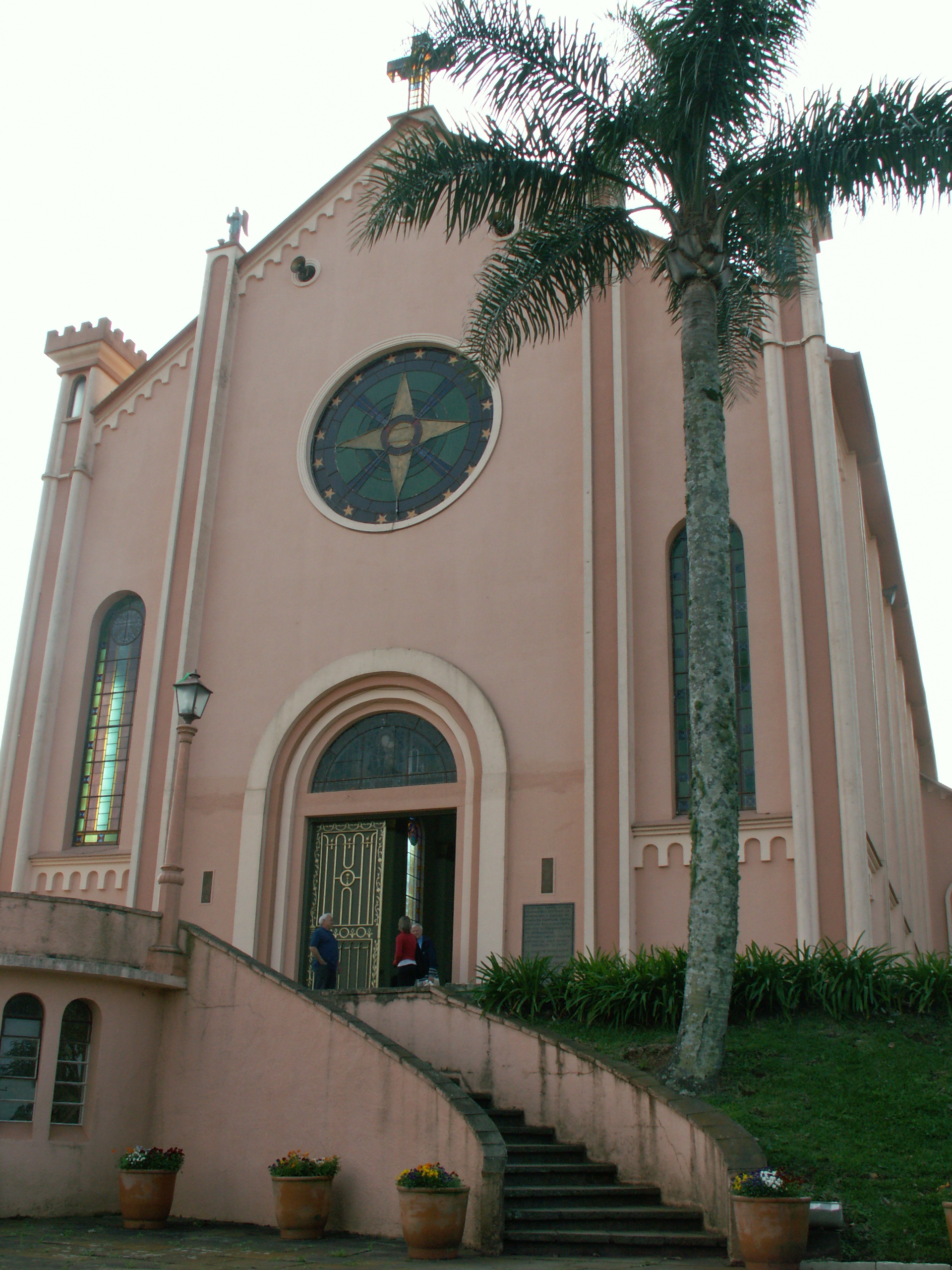
Vila Flores

Główne atrakcje Vila Flores:
- Casa do Artesão
- Filó italiano
- Igreja de pedra São Jorge
- Seminário Santo Antônio
- Trilha dos xaxins
- Rota da Uva e Vinho